# 7403 Choustník
7403 Choustník este un asteroid din centura principală de asteroizi.

## Descriere
7403 Choustník este un asteroid din centura principală de asteroizi. A fost descoperit pe 14 ianuarie 1988 la Observatorul Kleť de Antonín Mrkos. Asteroidul prezintă o orbită caracterizată de o semiaxă mare de 2,72 ua, o excentricitate de 0,27 și o înclinație de 8,6° în raport cu ecliptica.